# Mistrzostwa Świata w Piłce Nożnej 2022 (eliminacje strefy AFC)/Grupa 8

## Grupa 8
| Lp. | Drużyna          | M | Mecze | Mecze | Mecze | Bramki | Bramki | Bramki | Pkt |
| Lp. | Drużyna          | M | W     | R     | P     | +      | −      | +/−    | Pkt |
| --- | ---------------- | - | ----- | ----- | ----- | ------ | ------ | ------ | --- |
| 1.  | Korea Południowa | 6 | 5     | 1     | 0     | 22     | 1      | +21    | 16  |
| 2.  | Liban            | 6 | 3     | 1     | 2     | 11     | 8      | +3     | 10  |
| 3.  | Turkmenistan     | 6 | 3     | 0     | 3     | 8      | 11     | −3     | 9   |
| 4.  | Sri Lanka        | 6 | 0     | 0     | 6     | 2      | 23     | −21    | 0   |

## Mecze
| 5 września 2019 19:30 UTC+05:30 | Sri Lanka | 0:2(0:1)Raport | Turkmenistan · 8' Orazsähedow · 53' Amanow | Colombo Racecourse, Kolombo Widzów: 1 120 Sędzia: Mohammed Al-Hoish |
|                                 |           |                |                                            |                                                                     |

| 10 września 2019 19:00 UTC+5 | Turkmenistan | 0:2(0:1)Raport | Korea Południowa · 13' Na Sang-ho · 82' Jung Woo-young | Stadion Köpetdag w Aszchabadzie, Aszchabad Widzów: 26 000 Sędzia: Ammar Al-Jeneibi |
|                              |              |                |                                                        |                                                                                    |

| 10 października 2019 20:00 UTC+9 | Korea Południowa · Son Heung-min 10', 45+5' (k.) · Kim Shin-wook 17', 30', 54', 64' · Hwang Hee-chan 20' · Kwon Chang-hoon 76' | 8:0(5:0)Raport | Sri Lanka | Hwaseong Stadium, Hwaseong Widzów: 23 522 Sędzia: Hasan Akrami |
|                                  | |                |           |                                                                |

| 10 października 2019 19:00 UTC+3 | Liban · El-Helwe 5' · Matar 64' | 2:1(1:0)Raport | Turkmenistan · 62' Annadurdyýew | Camille Chamoun Sports City Stadium, Bejrut Widzów: 7 820 Sędzia: Takuto Okabe |
|                                  |                                 |                |                                 |                                                                                |

| 15 października 2019 19:30 UTC+5:30 | Sri Lanka | 0:3(0:2)Raport | Liban · 15' (k.) Matuk · 38' (k.), 81' El-Helwe | Colombo Racecourse, Kolombo Widzów: 1 052 Sędzia: Ammar Mahfoodh |
|                                     |           |                |                                                 |                                                                  |

| 14 listopada 2019 15:00 UTC+2 | Liban | 0:0(0:0)Raport | Korea Południowa | Camille Chamoun Sports City Stadium, Bejrut Widzów: 170 Sędzia: Mohanad Qasim |
|                               |       |                |                  |                                                                               |

| 19 listopada 2019 16:00 UTC+5 | Turkmenistan · Bäşimow 44' · Annadurdyýew 59' | 2:0(1:0)Raport | Sri Lanka | Stadion Köpetdag w Aszchabadzie, Aszchabad Widzów: 26 304 Sędzia: Saoud Al-Adba |
|                               |                                               |                |           |                                                                                 |

| 5 czerwca 2021 15:00 UTC+9 | Liban · Oumari 11', 44' · Kdouh 17' | 3:2(3:1)Raport | Sri Lanka · 10', 61' (k) Razeek | Goyang Stadium, Goyang (Korea Południowa) Widzów: 73 Sędzia: Ahmad Yacoub Ibrahim |
|                            |                                     |                |                                 |                                                                                   |

| 5 czerwca 2021 20:00 UTC+9 | Korea Południowa · Hwang Ui-jo 9', 72' · Nam Tae-hee 45+2' · Kim Young-gwon 56' · Kwon Chang-hoon 62' | 5:0(2:0)Raport | Turkmenistan | Goyang Stadium, Goyang Widzów: 3 932 Sędzia: Turki Al-Khudhayr |
|                            | |                |              |                                                                |

| 9 czerwca 2021 15:00 UTC+9 | Turkmenistan · Babajanow 59' · Annagulyýew 85' · Annadurdyýew 90+1' | 3:2(0:0)Raport | Liban · 73' Ataya · 75' Saad | Goyang Stadium, Goyang (Korea Południowa) Widzów: 52 Sędzia: Hanna Hattab |
|                            |                                                                     |                |                              |                                                                           |

| 9 czerwca 2021 20:00 UTC+9 | Sri Lanka | 0:5(0:3)Raport | Korea Południowa · 14', 42' (k.) Kim Shin-wook · 22' Lee Dong-gyeong · 53' Hwang Hee-chan · 77' Jung Sang-bin | Goyang Stadium, Goyang (Korea Południowa) Widzów: 4 008 Sędzia: Shen Yinhao |
|                            |           |                | |                                                                             |

| 13 czerwca 2021 15:00 UTC+9 | Korea Południowa · Song Min-kyu 51' · Son Heung-min 65' (k.) | 2:1(0:1)Raport | Liban · 12' Saad | Goyang Stadium, Goyang Widzów: 4061 Sędzia: Khamis Al-Marri |
|                             |                                                              |                |                  |                                                             |

## Strzelcy
6 goli
- Kim Shin-wook

3 gole
- Son Heung-min
- Hilal El-Helwe
- Altymyrat Annadurdyýew

2 gole
- Hwang Hee-chan
- Hwang Ui-jo
- Kwon Chang-hoon
- Joan Oumari
- Soony Saad
- Ahmed Waseem Razeek
- Arslanmyrat Amanow
- Wahyt Orazsähedow

1 gol
- Jung Sang-bin
- Jung Woo-young
- Kim Young-gwon
- Lee Dong-gyeong
- Na Sang-ho
- Nam Tae-hee
- Song Min-kyu
- Rabih Ataya
- Mohamad Kdouh
- Nader Matar
- Hasan Matuk
- Güýçmyrat Annagulyýew
- Zafar Babajanow
- Abdy Bäşimow
- Mihail Titow